# Tháng 7 năm 2007
Trang này liệt kê những sự kiện quan trọng vào tháng 7 năm 2007.

## Chủ nhật, ngày1 tháng 7
- Những nhà khảo cổ học tại Trung Quốc đã khám phá ra một hầm kín đáo dưới Đội quân đất nung trong lăng mộ của Tần Thủy Hoàng. BBC

## Thứ hai, ngày2 tháng 7
- Tổng thống Hoa Kỳ George W. Bush giảm án tù cho Lewis "Scooter" Libby, sau khi ông kết tội bội thề và cản trở công lý về vụ lộ tên nhân viên CIA.

## Thứ tư, ngày4 tháng 7
- Tại Thành phố Guatemala, Ủy ban Olympic Quốc tế chọn Sochi (Nga) để đăng cai Thế vận hội Mùa đông 2014. IOC

## Thứ bảy, ngày7 tháng 7
- Venus Williams giành chức vô địch đơn nữ giải Wimbledon 2007. Cùng với chức vô địch, cô nhận số tiền thưởng là £700.000, bằng với số tiền cho chức vô địch đơn nam. Wimbledon
- Danh sách Bảy kỳ quan thế giới mới được công bố tại Lisboa (Bồ Đào Nha).

## Chủ nhật, ngày8 tháng 7
- Giáo hoàng Benedict XVI gây nhiều tranh cãi khi cho phép làm lễ Tridentine, nghi lễ Latinh bị từ bỏ bởi Công đồng Vatican II.
- Boeing ra mắt máy bay Boeing 787 "Dreamliner" tại Everett, Washington (Hoa Kỳ). VOA
- Đội tuyển bóng đá quốc gia Việt Nam giành chiến thắng 2–0 trước đội tuyển của Các Tiểu vương quốc Ả Rập Thống nhất trên sân Mỹ Đình trong giải Cúp bóng đá châu Á 2007. VnExpress
- Roger Federer (Thụy Sĩ) đánh bại Rafael Nadal (Tây Ban Nha) trong trận chung kết nam giải quần vợt Wimbledon 2007 với tỷ số 3–2. Đây là chức vô địch Wimbledon thứ 5 liên tiếp của Federer. Wimbledon

## Thứ hai, ngày9 tháng 7
- Liên đoàn Ả Rập đồng ý gửi phái đoàn đến Israel lần đầu tiên.

## Thứ ba, ngày10 tháng 7
- Cộng hòa Nhân dân Trung Hoa tử hình Trịnh Tiểu Du, cựu cục trưởng Cục Quản lý Thực phẩm và Dược phẩm quốc gia, vì tham nhũng. BBC VNN VOA
- Lính Pakistan xông vào đền thờ Lal Masjid tại Islamabad, kết thúc cuộc bao vây kéo dài tám ngày.

## Thứ hai, ngày16 tháng 7
- Cơ quan Năng lượng Nguyên tử Quốc tế xác nhận rằng Triều Tiên đã đóng cửa cả năm nhà máy tại Trung tâm hạt nhân Yongbyon trong khi cuộc đàm phán sáu bên tiếp tục tại Bắc Kinh.
- Chính phủ tạm đóng cửa Nhà máy điện nguyên tử Kashiwazaki–Kariwa để kiểm tra an toàn sau khi một trận động đất để nước nhiễm phóng xạ chảy ra biển Nhật Bản. BBC
- Shimon Peres nhậm chức Tổng thống Israel thứ 9.

## Thứ tư, ngày18 tháng 7
- Chuyến bay số 3054 của TAM Linhas Aéreas trượt khỏi đường băng khi hạ cánh tại Sân bay quốc tế Congonhas-São Paulo ở São Paulo (Brasil), làm thiệt mạng gần 200 người. BBC

## Thứ bảy, ngày21 tháng 7
- Pratibha Patil thắng cử để trở thành nữ Tổng thống đầu tiên trong lịch sử Ấn Độ.
- Bản tiếng Anh của Harry Potter and the Deathly Hallows, quyển cuối cùng của bộ sách giả tưởng Harry Potter của J.K. Rowling, được phát hành toàn thế giới, ba ngày sau khi nội dung bị lộ trên Internet.
- Burj Dubai, đang được xây dựng tại Dubai, trở thành cao ốc cao nhất thế giới với chiều cao 512,1 mét, vượt qua tháp Taipei 101.

## Thứ sáu, ngày27 tháng 7
- Khoảng 40.000 Hướng đạo sinh từ khắp nơi trên thế giới tham dự Trại Họp bạn Hướng đạo Thế giới lần thứ 21, trùng với lễ kỷ niệm một trăm năm Hướng đạo, tổ chức tại Essex, Anh.

## Chủ nhật, ngày29 tháng 7
- Alberto Contador thắng Tour de France.
- Iraq thắng Ả Rập Saudi với tỉ số 1–0 trong trận chung kết của Cúp bóng đá châu Á 2007, giành giải vô địch lần đầu tiên.